# Moara Domnească, Glodeni
Moara Domnească este un sat din cadrul comunei Viișoara din raionul Glodeni, Republica Moldova.

## Demografie
Conform recensământului populației din 2004, satul Moara Domnească avea 506 de locuitori: 484 de moldoveni/români, 16 ucraineni, 5 ruși și 1 persoană cu etnie nedeclarată.